# Comuna Holîkove, Oleksandrivka
Holîkove (în ucraineană Голикове) este o comună în raionul Oleksandrivka, regiunea Kirovohrad, Ucraina, formată din satele Holîkove (reședința) și Krîmkî.

## Demografie
Componența lingvistică a comunei Holîkove
     Ucraineană (97,03%)
     Rusă (2,63%)
     Alte limbi (0,34%)
Conform recensământului din 2001, majoritatea populației comunei Holîkove era vorbitoare de ucraineană (97,03%), existând în minoritate și vorbitori de rusă (2,63%).